# Ernst Fehrer
Ernst Fehrer (24. března 1919, Linec - 1. prosince 2000 tamt.) byl rakouský vynálezce a zakladatel továrny na textilní stroje Dr.Ernst Fehrer AG.
Po studiu na Technické univerzitě ve Štýrském Hradci byl zaměstnán v podniku svého otce, kde se od roku 1947 zabýval vývojem textilních strojů a v roce 1953 založil v hornorakouském Leondingu vlastní továrnu na stroje k výrobě netkaných textilií.
Fehrer podal více než 1200 patentů.  Největší komerční úspěchy dosáhl se stroji na frikční předení, které vyráběl na základě vlastních vynálezů (první patent z roku 1973). 
Továrnu vedla od roku 2000 Fehrerova dcera Monika. V roce 2005, kdy dosáhla obratu cca 30 milionů €, převzala firmu společnost Oerlikon Neumag. 
V roce 2011 převzala vysoce zadlužený podnik čínská firma Zhengzhhou Hi-Tech Nonwoven Technology. 